# پیرز (مینه‌سوتا)
پیرز، مینه‌سوتا (به انگلیسی: Pierz, Minnesota) یک شهر در ایالات متحده آمریکا است که در شهرستان موریسون، مینه‌سوتا واقع شده‌است.

## خصوصیات
پیرز ۳٫۵۰ کیلومترمربع مساحت و ۱٬۳۹۳ نفر جمعیت دارد و ۳۵۸ متر بالاتر از سطح دریا واقع شده‌است.